# Detainment
Pour plus de détails, voir Fiche technique et Distribution.
Detainment est un court métrage dramatique irlandais sorti en 2018 et réalisé par Vincent Lambe. Le film reprend l'histoire du meurtre de James Bulger par Robert Thompson et Jon Venables, le 12 février 1993.

## Résumé
Robert Thompson et Jon Venables sont interrogés pour le meurtre de James Bulger, un enfant de 2 ans retrouvé mort près d'une ligne de fer à Walton. Ils s'accusent mutuellement. Ils sont arrêtés à la fin du film pour le meurtre du petit James.

## Distribution
Source : Detainment, sur cineserie.com
- Ely Solan : Jon Venables
- Leon Hughes : Robert Thompson
- Will O'Connell : détective Dale
- David Ryan : détective Scott
- Tara Breathnach : Susan Venables
- Killian Sheridan : Neil Venables
- Morgan C. Jones[Lequel ?] : Détective Roberts
- Brian Fortune : détective Jacobs
- Kathy Monahan : Ann Thompson
- Martin Phillips : avocat de Jon
- Caleb Manson : James
- Barbara Adair : Madame Garrity
- Julie Lockey : Madame Johnson
- Helen Roche : Madame Wilson
- Tom Pigot : avocat de Robert
- Alan Buckey : assistant social de Robert

## Accueil
Le film est bien accueilli. Sur le site Ciné Series, il reçoit la note de 3.6/5 sur 2 114 notes. Sur le site IMDb, le film est noté 7.1/10. Les avis pointent le jeu d'acteur et le fait que le script est basé sur des enregistrements d'interrogatoires,. Le film est nommé aux Oscars 2019.
Le succès du film est cependant mal vu par la famille des différents protagonistes : Ralph Bulger, père de James Bulger, demande au réalisateur de « retirez-vous et retirez votre film du domaine public ». « C'est une chose de faire un film sans contacter ou demander l'autorisation de la famille de James mais c'en est une autre de faire rejouer à un enfant les dernières heures de la vie de James avant qu'il soit brutalement tué et faire revivre tout ça de nouveau à moi et à ma famille », a tweeté mardi[évasif] la mère de l'enfant, qui se dit « très en colère et bouleversée ». Une pétition demandant le retrait du film de la liste des nominations avait récolté vendredi[évasif] plus de 164 000 signatures. Selon un texte publié par Lisa Young, qui a lancé cette pétition sur le site Change.org, l'Académie « n'a pas du tout écouté l'indignation et a complètement ignoré cette pétition ».